# Jay and Silent Bob Reboot
Jay and Silent Bob Reboot es una película estadounidense de 2019 dirigida, escrita y protagonizada por Kevin Smith. Es la octava película del universo View Askew y nuevamente presenta a Jason Mewes como coprotagonista, además de la participación de actores que regularmente aparecen en producciones de Smith como Brian O'Halloran, Jason Lee, Justin Long, Shannon Elizabeth, Rosario Dawson, Val Kilmer, Melissa Benoist, Craig Robinson, Tommy Chong, Matt Damon y Ben Affleck.

## Sinopsis
Jay y Bob el silencioso se enteran del inminente estreno de una versión reinicio de la película Bluntman & Chronic y deciden viajar hasta Hollywood para detener la producción cueste lo que cueste. En el camino sufren todo tipo de percances: Jay se entera de que probablemente es padre y la inseparable pareja tiene un encuentro cercano con una extraña versión del Ku Klux Klan.

## Reparto principal
- Jason Mewes es Jay.
- Kevin Smith es Bob el silencioso.
- Harley Quinn Smith es Millennium "Milly" Faulken.
- Aparna Brielle es Jihad.
- Shannon Elizabeth es Justice Faulken.
- Brian O'Halloran es Dante Hicks.
- Jason Lee es Brodie Bruce.
- Joey Lauren Adams es Alyssa Jones.
- Jennifer Schwalbach Smith es la señora McKenzie.